# Monument historique
Pour les articles homonymes, voir MH.

Symbole international identifiant un monument ou un bien patrimonial à préserver lors d'un conflit armé. Ce symbole, adopté lors de la convention de La Haye sur ce sujet le 14 mai 1954, a été repris comme symbole national par plusieurs pays, dont la Belgique pour ses biens classés.

Un monument historique (parfois abrégé MH) est un monument préservé par une autorité publique pour son intérêt historique, culturel ou patrimonial. Cet article recense les différents sens du terme.

## Protection
Différents pays ont choisi de protéger leurs monuments respectifs selon différentes appellations.
- Algérie : Sites et monuments classés
- Allemagne : Kulturdenkmal
- Argentine : monument historique national (Monumento Histórico Nacional)
- Australie : National Trust
- Autriche : Monument national (de)
- Belgique : Bien classé
- Canada : lieu historique national et bien culturel (au Québec)
- Colombie : monument national (Monumento nacional) et bien d'intérêt culturel du domaine national (Bien de interés cultural de carácter nacional)
- Corée du Nord : trésor national (조선민주주의인민공화국국보, joseon minjujuui inmin gonghwaguk gukbo)
- Corée du Sud : trésor national (대한민국 국보, daehanmin-guk gukbo)
- Espagne : bien d'intérêt culturel (Bien de interés cultural)
- États-Unis : lieu historique national (National Historic Landmark)
- France : monument historique
- Irlande : monument national (national monument)
- Italie : monument national (monumento nazionale)
- Japon : trésor national (国宝, kokuhō?)
- Luxembourg : Monument national
- Namibie : Monument national
- Norvège : Monument culturel (kulturminne)
- Pays-Bas : monument national (rijksmonument)
- Pologne : monument historique (zabytek)
- Portugal : monument national (monumento nacional)
- République tchèque : monument culturel (národní kulturní památka)
- Royaume-Uni : monument classé (listed building)
- Russie : Objet patrimonial culturel de Russie
- Suisse : monument historique, bien culturel d'importance nationale et bien culturel d'importance régionale
- Suède : monument protégé (byggnadsminne)
- Tunisie : monuments historiques et archéologiques protégés et classés
- Ukraine : Registre national des monuments immeubles d'Ukraine
- Venezuela : monument historique national (Monumento Histórico Nacional)